# Eleccions presidencials de l'Afganistan de 2019
Les eleccions presidencials de l'Afganistan de 2019 foren les quartes eleccions presidencials democràtiques sota la Constitució de 2003, després de la caiguda del règim talibà el 2001, i es realitzaren el dissabte 28 de setembre. Els talibans feren una crida al boicot, justificant que les eleccions estaven organitzades «per l'administració titella» i manipulades per les potències estrangeres, i causaren diversos atemptats des del dia 17 del mateix mes.

## Incidents

### Eleccions presidencials
Les eleccions estaven previstes inicialment per al 20 d'abril, però la Comissió Electoral Independent (CEI) va anunciar el 26 de desembre de 2018 que es posposarien fins al 20 de juliol, per tal de resoldre els problemes que s'havien fet evidents durant les eleccions parlamentàries d'octubre de 2018. El temps addicional s'utilitzaria per a verificar les llistes d'electors i formar els treballadors electorals en el nou sistema d'identificació biomètrica. El 20 de març de 2019, la CEI va tornar a retardar les eleccions, aquesta vegada en dos mesos, i van passar del 20 de juliol al 28 de setembre. Un portaveu va culpar del retard als canvis en les lleis electorals, juntament amb problemes tècnics i de gestió; la votació presidencial coincidiria ara amb els vots del consell local i va retardar les eleccions parlamentàries a la província de Ghazni.

### Campanya electoral
Un dels principals candidats, Mohammad Hanif Atmar, va suspendre la seva campanya l'agost de 2019; fonts oficials van afirmar que la suspensió es va deure a la pobra situació de seguretat i al procés de pau en curs.
La campanya electoral va començar amb poca força, i va ser molt atípica. La convocatòria dels comicis havia coincidit amb l'inici a Qatar de les negociacions entre els Estats Units i els talibans, amb la intenció que signéssin un acord de pau i que el moviment gihadista dialoguès amb l'executiu d'Ashraf Ghani i es formés un govern interí. Però el 8 de setembre Donald Trump es va negar a reunir-se amb els talibans a Washington, i amb aquesta decisió fan finalitzar les negociacions de pau. Finalment, els candidats que s'hi presentaven van fer pocs mítings i a Kabul quasi no hi va haver cartells electorals.

### Atemptats talibans
Els talibans van dur a terme atacs per alterar la campanya. El 17 de setembre, un terrorista suïcida va atacar la manifestació de la campanya del president Ashraf Ghani a Charikar, matant 26 persones i ferint-ne 42. Menys d'una hora després, els talibans van realitzar un altre atac suïcida al centre de Kabul, prop de l'ambaixada dels Estats Units i el ministeri de Defensa afganès, causant 22 morts i al voltant de 38 ferits.
El dia anterior a les eleccions, divendres 27, el Pakistan va tancar durant dos dies la seva frontera a causa dels possibles atacs dels talibans durant les eleccions afganeses de l'endemà, i va reforçar-hi el desplegament militar per tal d'impedir el pas als talibans.
Durant la jornada electoral els talibans van perpetrar diversos atemptats en diferents punts del país, de «menor escala» segons l'agència Reuters, amb tres morts i 37 ferits. A la província de Kandahar hi va tenir lloc l'explosió d'una bomba dins d'una mesquita que s'estava utilitzant com a col·legi electoral, i van resultar ferides almenys 14 persones; a la de Nangarhar hi va haver una explosió d'un artefacte en l'interior d'una escola que també estava funcionant com a centre electoral, causant un mort i tres ferits més; i a la de Kunduz, un observador electoral va morir víctima d'un altre atac. A la capital també s'hi van registrar incidents, tot i que les autoritats no van informar sobre danys ni víctimes.

### Votacions
La Comissió Electoral Independent (CEI) va afirmar haver perdut contacte amb 901 dels 5.373 centres electorals de les províncies de Badakhxan, Takhar, Kunduz i Baghlan, on no hi havia telecomunicacions actives, i 464 col·legis electorals de 17 províncies diferents van tancar, incloent-hi 33 als quals els mancava material electoral. També hi va haver problemes amb dispositius biomètrics, que van causar que dotzenes de votants fossin rebutjats o haguessin d'esperar durant hores per a votar en un centre de Kandahar on hi havia 600 persones registrades, i problemes similars van tenir lloc també a la província de Kunar.

## Candidats
Hi va haver 18 candidats presidencials:
| Nom                       | Partit polític                                                                                         | Notes                                                                                   |
| ------------------------- | --- | --------------------------------------------------------------------------------------- |
| Ashraf Ghani              | Independent                                                                                            | President en funcions                                                                   |
| Abdul·là Abdul·là         | Coalició Nacional de l'Afganistan                                                                      | Cap executiu en funcions                                                                |
| Gulbuddin Hekmatyar       | Hezb-e Islami Gulbuddin                                                                                | antic Primer Ministre, antic senyor de la guerra, i actual líder de Hezb-e Islami       |
| Rahmatullah Nabil         | | antic Cap de la Directiva Nacional de Seguretat                                         |
| Noorullah Jalili          | |                                                                                         |
| Faramarz Tamanna          | | antic Director General del Centre pels Estudis Estratègics (Ministre d'Afers Exteriors) |
| Shaida Mohammad Abdali    | | Ambaixador a l'Índia                                                                    |
| Ahmad Wali Massoud        | |                                                                                         |
| Noor Rahman Liwal         | | Expert en TI i empresari                                                                |
| Mohammad Shohab Hakimi    | |                                                                                         |
| Mohammad Hakim Tursun     | |                                                                                         |
| Abdul Latif Pedram        | Organització Fedayan de Toilers de l'Afganistan Partit del Congrés Nacional de l'Afganistan            | Membre del Parlament                                                                    |
| Nur ul-Haq Ulumi          | Partit Nacional Unit de l'Afganistan (fins 2003) Partit Democràtic Popular de l'Afganistan (fins 1992) | antic Ministre de l'Interior                                                            |
| Mohammad Ibrahim Alokozai | |                                                                                         |
| Enayatullah Hafiz         | |                                                                                         |
| Mohammad Hanif Atmar      | Veritat i Justícia                                                                                     | antic assessor de Seguretat Nacional i Ministre de l'Interior (campanya suspesa)        |
| Zalmai Rassoul            | | antic Ministre d'Afers Exteriors (campanya suspesa; suport a Ashraf Ghani)              |

## Resultats
Segons la comissió electoral, només una mica més del 20% de la població va anar a les urnes. Tanmateix, els observadors van considerar les eleccions transparents, gràcies sobretot a la introducció d'un fitxer biomètric de verificació dels votants per lluitar contra el frau, que prenia les empremtes dactilars i una fotografia de cada votant, i també emmagatzemava l'hora en la què dipositaven el seu vot. Les eleccions anteriors del 2014 havien suscitat molta controvèrsia, i això podria haver contribuït a l'alta abstenció cinc anys després.
El recompte trigaria gairebé tres setmanes, amb un anunci de resultats provisionals el 17 o el 19 d'octubre, tot i que si no hi havia un guanyador, el còmput final no es coneixeria fins al 7 de novembre.
El dia 30 de setembre Abdul·là Abdul·là va reclamar la victòria, sense esperar els resultats finals i creant així més tensions polítiques.
El 27 d'octubre Hawa Alam Nuristani, la cap de la Comissió Electoral Independent (IEC), va anunciar que els resultats preliminars de les eleccions presidencials es farien públics el 14 de novembre, i que havien finalitzat les consultes amb els altres comissaris electorals que s'havien realitzat per fer els resultats més transparents. També va afirmar que la publicació dels resultats electorals s'havia retardat per dos motius: un intent de piratejar el servidor de la comissió i la selecció del bloqueig digital del centre digital de la comissió.
El 13 de novembre la comissió va anunciar que els resultats s'estaven endarrerint per segona vegada, de manera indefinida, i finalment es van anunciar el 22 de desembre. Segons els resultats preliminars, Ashraf Ghani va sortir reelegit a la primera volta amb el 50,64% dels vots. Tanmateix, si els resultats finals indiquen que en va rebre menys del 50%, caldria una segona volta. Abdul·là Abdul·là, qui va quedar en segona posició, va comunicar que s'oposava a la reelecció del seu rival i va denunciar que el procés era una estafa, sense demostrar, tanmateix, les seves acusacions. Tot i així, l'anunci de la victòria de Ghani va ser acollida amb relativa indiferència pels afganesos.
| Candidat                                        | Vots      | %     |
| ----------------------------------------------- | --------- | ----- |
| Ashraf Ghani                                    | 923.868   | 50,64 |
| Abdul·là Abdul·là                               | 720.990   | 39,52 |
| Gulbuddin Hekmatyar                             | 70.242    | 3,85  |
| Rahmatullah Nabil                               | 33.921    | 1,86  |
| Faramarz Tamanna                                | 18.066    | 0,99  |
| Sayed Noorullah Jalili                          | 15.526    | 0,85  |
| Abdul Latif Pedram                              | 12.608    | 0,69  |
| Enayatullah Hafiz                               | 11.374    | 0,62  |
| Mohammad Hakim Torsan                           | 6.504     | 0,36  |
| Ahmad Wali Massoud                              | 3.942     | 0,22  |
| Mohammad Shahab Hakimi                          | 3.324     | 0,18  |
| Ghulam Farooq Najrabi                           | 1.606     | 0,09  |
| Mohammad Hanif Atmar                            | 1.565     | 0,09  |
| Noor Rahman Lewal                               | 865       | 0,05  |
| Vots nuls/en blanc                              |           | –     |
| Total                                           | 1.824.401 | 100   |
| Votants registrats/participació                 |           |       |
| Font: IEC Arxivat 2019-12-22 a Wayback Machine. |           |       |